# Thomas Kretschmann
Thomas Kretschmann (pronunciado /kréchman/; Dessau, 8 de septiembre de 1962) es un actor alemán que ha participado en alrededor de 70 películas y varias series de televisión.

## Biografía

### Comienzos
Se entrenó como nadador para participar en las Olimpiadas. A la edad de 19 años, escapó de Alemania Oriental. Durante ese viaje perdió parte de un dedo de una mano, aunque le fue reimplantado quirúrgicamente. Kretschmann cruzó cuatro fronteras sin nada más que su pasaporte y el equivalente a cien dólares entre sus pertenencias.

### Carrera
A la edad de 25 años, comenzó su carrera de actor, protagonizando numerosas películas y series en Europa. En 1991, Kretschmann fue galardonado con el Premio Max Ophüls como mejor Actor Joven por su papel en Der Mitwisser. Muy popular en Alemania, Kretschmann interpretó magistralmente al adoctrinado oberleutnant (teniente) de la Wehrmacht Hans von Witzland, quien es destinado como parte de un batallón de castigo a Stalingrado en la película homónima y el primero en su tipo interpretado por alemanes.   
No adquirió notoriedad en Hollywood hasta que interpretó al culto y buen samaritano capitán de la Wehrmacht Wilm Hosenfeld en la película de Roman Polanski El pianista, donde cuida al pianista judío Władysław Szpilman, interpretado por Adrien Brody. 
Kretschmann interpreta sus personajes con una particularidad emocional muy personal, confiriéndoles gran credibilidad e intensidad, destacando incluso desde papeles secundarios.
Su apariencia física ha hecho que interpretara en numerosas ocasiones a oficiales del Tercer Reich. Kretschmann también ha interpretado a Hermann Fegelein, un  miembro de las SS en el Reichstag, casado con la hermana de Eva Braun, que intenta evitar el suicidio de la esposa de Adolf Hitler, en El hundimiento, en 2004. 
Volvió a ponerse en la piel de un nazi en Head in the Clouds, donde encarna a Franz Bietrich, un miembro de la Gestapo que se enamora de una espía británico-francesa, representada por Charlize Theron.
En el 2000 interpreta al capitán Gunther Wassnerde, de la fuerza de submarinos de la Alemania nazi, en la película U-571.
En lo que quizá sea una alusión a sus numerosos papeles de nazi, Kretschmann también interpretó al mayor Timothy Cain en Resident Evil: Apocalypse, como un duro mayor de la Corporación Umbrella. Su personaje está parcialmente inspirado en el personaje de Max, que interpretó en la serie de televisión 24. En el mismo año que realizó Resident Evil: Apocalypse, apareció en la película francesa Inmortal, junto a Linda Hardy, notable por su uso de tecnología en interacción entre personajes generados por ordenador y actores reales.
En 2005, Kretschmann interpretó al capitán Englehorn en la versión de King Kong dirigido por Peter Jackson, trabajando de nuevo con Adrien Brody, con quien había actuado en El pianista.
Al año siguiente, Kretschmann comenzó a ganar prestigio por su papel en El caníbal de Rothenburgo, un thriller psicológico coprotagonizado por Keri Russell y Thomas Huber e inspirado en el caso de canibalismo de Armin Meiwes. Estaba previsto su estreno en Alemania en marzo de 2006, pero debido a la demanda que interpuso Meiwes por injurias y por atacar su honor, el estreno fue retrasado. 
En el Festival de Cine de Sitges de 2006, Kretschmann fue premiado con el premio al mejor actor por su papel compartido con el coprotagonista Thomas Huber. También fue premiado como mejor actor en el Festival Internacional de Cine Fantástico de Puchon de 2007, un galardón también compartido con Thomas Huber.
En 2007 coprotagonizó la película Next, junto con Nicolas Cage, e In Transit, con John Malkovich. Además, fue imagen de la marca Hugo Boss.
En 2008 participó en la película Operación Valkiria, junto con Tom Cruise, con el papel de  El mayor Otto Ernst Remer.
En 2012, protagonizó la película Drácula, de Dario Argento, interpretando al conde Drácula, junto con el actor neerlandés Rutger Hauer en el papel del doctor Abraham Van Helsing, y la actriz italiana Asia Argento como Lucy.
En 2013, volvió a interpretar a un oficial alemán, Hauptmann Kahn, en la película Stalingrad, junto a la actriz rusa Yanina Studilina y otros afamados actores rusos.

### Vida personal
Tiene tres hijos: Nicolas, Stella y Sascha, todos de su relación con su expareja Lena.

## Filmografía
| Año  | Título                                | Personaje                                  | Notas |
| ---- | ------------------------------------- | ------------------------------------------ | --- |
| 1989 | Der Mitwisser                         |                                            | Televisión Premio Max Ophüls como Mejor Actor Joven |
| 1993 | Stalingrado                           | Teniente Hans von Witzland                 | |
| 1993 | Die Ratte                             | Sven                                       | |
| 1992 | Krigerens hjerte                      | Teniente Maximillian Luedt                 | |
| 1992 | Shining Through                       | Ed Leland                                  | |
| 1994 | La reine Margot                       | Nançay                                     | |
| 1995 | Marciando nel buio                    | Gianni Tricarico                           | |
| 1996 | La sindrome di Stendhal               | Alfredo Grossi                             | |
| 1997 | Las aventuras del príncipe Valiente   | Thagnar                                    | |
| 2000 | U-571                                 | Capitán Gunther Wassner                    | |
| 2002 | Blade II                              | Eli Damaskinos                             | |
| 2002 | El pianista                           | Capitán Wilm Hosenfeld                     | |
| 2003 | 24                                    | Max                                        | Episodios: "Día 2: 6:00 a.m.-7:00 a.m." y "Día 2: 7:00 a.m.-8:00 a.m." |
| 2004 | In Enemy Hands                        | Primer oficial Ludwig Cremer               | |
| 2004 | Immortel (Ad Vitam)                   | Nikopol                                    | |
| 2004 | El hundimiento                        | Hermann Fegelein                           | |
| 2004 | Resident Evil: Apocalypse             | Mayor Timothy Cain                         | |
| 2004 | Head in the Clouds                    | Franz Bietrich                             | |
| 2004 | Frankenstein                          | Víctor Helios                              | Televisión |
| 2005 | Schneeland                            | Aron                                       | |
| 2005 | La vida de Juan Pablo II              | Papa Juan Pablo II                         | Miniserie |
| 2005 | King Kong                             | Capitán Englehorn                          | |
| 2006 | El caníbal de Rohtenburgo             | Oliver Hartwin                             | Mejor Actor, Sitges 2006 (Compartido con Thomas Huber) Mejor Actor, PiFan 2007 (Compartido con Thomas Huber) |
| 2006 | The Celestine Prophecy                | Wil                                        | |
| 2006 | 24: The Game                          | Max                                        | Videojuego |
| 2007 | Next                                  | Mr. Smith                                  | |
| 2007 | Tranzit                               | Max                                        | Interpreta a un prisionero SS capturado y escondido entre un grupo de POW´s alemanes que son trasladados a un campo femenino en Siberia donde el feroz coronel Pavlov (John Malkovich) busca venganza con los SS. |
| 2007 | Eichmann                              | Karl Adolf Eichmann                        | Drama psicológico basado en la relación que el criminal de guerra nazi entabló con el oficial israelí que le interrogó tras su captura a manos del Mossad.                                                        |
| 2008 | Wanted                                | Cross                                      | |
| 2008 | Transsiberian                         | Myasa                                      | |
| 2008 | Valkyrie                              | Otto Ernst Remer                           | |
| 2009 | The Young Victoria                    | Leopoldo I de Bélgica                      | |
| 2011 | Hostel: Part III                      | Flemming                                   | Película para DVD y Blu-Ray |
| 2011 | La Niña de la Selva (Dschungelkind)   | Klaus Kuegler                              | Basada en la historia de una familia alemana que se va a vivir con una tribu indígena en Papúa, en Nueva Guinea.                                                                                                  |
| 2012 | Drácula                               | Drácula                                    | |
| 2012 | The River                             | Capitán Kurt Brynildson                    | |
| 2013 | Dracula 2013                          | Abraham Van Helsing                        | |
| 2013 | Stalingrad                            | Comandante de la Wehrmacht: Hauptmann Kahn | |
| 2014 | F2014                                 | Horst Dassler                              | |
| 2014 | Plastic                               | Marcel                                     | |
| 2014 | Captain America: The Winter Soldier   | Barón Strucker                             | Cameo |
| 2015 | Avengers: Age of Ultron               | Barón Strucker                             | |
| 2015 | Hitman: Agent 47                      | Le Clerq                                   | |
| 2016 | Un espía y medio                      | Comprador                                  | |
| 2017 | La Jungla                             | Karl                                       | |
| 2017 | Stratton                              | Grigory Barovsky                           | |
| 2017 | A Taxi Driver                         | Jürgen Hinzpeter                           | |
| 2018 | Balloon                               | Oberstleutnant Seidel                      | |
| 2018 | Dragged Across Concrete               | Lorentz Vogelmann                          | |
| 2020 | Biohackers                            | Baron Von Fürstenberg                      | |
| 2023 | Indiana Jones and the Dial of Destiny | Coronel Weber                              | |
| 2024 | American Star                         | Thomas                                     | |
| 2025 | Emperor                               | Jacobo Fúcar                               | Película grabada en 2015 |

## Premios
- Mejor Actor Joven (Der Mitwisser), Max Ophüls Festival, 1991
- Mejor Actor (El caníbal de Rohtenburgo), Festival Internacional de Cine fantástico de Sitges, 2006
- Mejor Actor (El caníbal de Rohtenburgo), Festival Internacional de Cine Fantástico de Puchon, 2007